# Still on My Mind
Still on My Mind − piąty album studyjny brytyjskiej piosenkarki Dido, wydany 8 marca 2019 roku nakładem wytwórni BMG Rights Management. Pierwszym singlem promującym album został wydany 22 stycznia 2019 roku utwór „Give You Up”. W ramach promocji albumu Dido wyruszy w pierwszą od 15 lat trasę koncertową.
Still on My Mind zadebiutował na trzecim miejscu notowania UK Albums Chart. W Polsce album dotarł do 17 miejsca w notowaniu OLiS.

## Lista utworów
| Nr  | Tytuł utworu           | Autorzy                                                  | Produkcja            | Długość |
| --- | ---------------------- | -------------------------------------------------------- | -------------------- | ------- |
| 1.  | „Hurricanes”           | Dido, Rick Nowels, Rollo Armstrong                       | Dido, Rollo          | 5:17    |
| 2.  | „Give You Up”          | Si Hulbert, Denny Thakrar, Rob Agostini, Dee Adam        | Si Hulbert, Dee Adam | 3:21    |
| 3.  | „Hell After This”      | Dido Armstrong, Ryan Laubscher                           | Dido, Rollo          | 3:27    |
| 4.  | „You Don't Need a God” | Dido Armstrong, Rollo Armstrong                          | Dido, Rollo          | 3:31    |
| 5.  | „Take You Home”        | Dido Armstrong, Rollo Armstrong, Rick Nowels             | Dido, Rollo          | 5:05    |
| 6.  | „Some Kind of Love”    | Dido Armstrong, Ryan Laubscher                           | Dido, Rollo          | 4:42    |
| 7.  | „Still on My Mind”     | Dido Armstrong, Ryan Laubscher                           | Dido, Rollo          | 3:04    |
| 8.  | „Mad Love”             | Dido Armstrong, Rollo Armstrong                          | Dido, Rollo          | 2:52    |
| 9.  | „Walking By”           | Dido Armstrong, Ryan Laubscher                           | Ryan Louder          | 4:31    |
| 10. | „Friends”              | Dido Armstrong, Ryan Laubscher, Matt Hales               | Dido, Rollo          | 3:23    |
| 11. | „Chances”              | Dido Armstrong, Rollo Armstrong, Dee Adam, Guy Sigsworth |                      | 3:31    |
| 12. | „Have to Stay”         | Dido Armstrong, Ryan Laubscher                           | Dido                 | 2:43    |
|     |                        |                                                          |                      | 45:27   |

## Notowania i certyfikaty
| Lista przebojów (2019)            | Najwyższa pozycja |
| --------------------------------- | ----------------- |
| Australia (ARIA Charts)           | 14                |
| Austria (Ö3 Austria Top 40)       | 5                 |
| Belgia (Ultratop Flandria)        | 10                |
| Belgia (Ultratop Walonia)         | 12                |
| Czechy (ČNS IFPI)                 | 22                |
| Francja (SNEP)                    | 11                |
| Hiszpania (PROMUSICAE)            | 11                |
| Holandia (MegaCharts)             | 19                |
| Irlandia (IRMA)                   | 18                |
| Irlandia (IRMA)                   | 18                |
| Kanada (Canadian Hot 100)         | 12                |
| Niemcy (Media Control Charts)     | 6                 |
| Nowa Zelandia (Recorded Music NZ) | 31                |
| Polska (OLiS)                     | 17                |
| Portugalia (AFP)                  | 20                |
| Słowacja (ČNS IFPI)               | 28                |
| Stany Zjednoczone (Billboard 200) | 45                |
| Szkocja (Official Charts Company) | 3                 |
| Szwajcaria (Alben Top 100)        | 4                 |
| Wielka Brytania (OCC)             | 3                 |
| Węgry (MAHASZ)                    | 27                |
| Włochy (FIMI)                     | 27                |

| Kraj                  | Certyfikat    | Sprzedaż |
| --------------------- | ------------- | -------- |
| Wielka Brytania (BPI) | Srebrna płyta | 60 000+  |